# العلاقات اليونانية الطاجيكية
العلاقات اليونانية الطاجيكستانية هي العلاقات الثنائية التي تجمع بين اليونان وطاجيكستان.

## مقارنة بين البلدين
هذه مقارنة عامة ومرجعية للدولتين:
| وجه المقارنة                                              | اليونان                                                                             | طاجيكستان                          |
| --------------------------------------------------------- | ----------------------------------------------------------------------------------- | ---------------------------------- |
| المساحة (كم2)                                             | 131.96 ألف                                                                          | 143.10 ألف                         |
| عدد السكان (نسمة)                                         | 10.76 مليون                                                                         | 8.92 مليون                         |
| الكثافة السكانية (ن./كم²)                                 | 81.54                                                                               | 62.33                              |
| العاصمة                                                   | أثينا، نافبليو                                                                      | دوشنبه                             |
| اللغة الرسمية                                             | لغة يونانية، اليونانية الديموطيقية ‏                                                 | اللغة الطاجيكية                    |
| العملة                                                    | يورو، دراخما، فينيكس يوناني ‏                                                        | ساماني طاجيكي، الروبل الطاجيكستاني |
| الناتج المحلي الإجمالي (بليون دولار)                      | 200.29 مليار                                                                        | 7.15 مليار                         |
| الناتج المحلي الإجمالي (تعادل القوة الشرائية) بليون دولار | 285.45 مليار                                                                        | 24.03 مليار                        |
| الناتج المحلي الإجمالي الاسمي للفرد دولار أمريكي          | 18.00 ألف                                                                           | 925                                |
| الناتج المحلي الإجمالي للفرد دولار أمريكي                 | 26.85 ألف                                                                           | 2.69 ألف                           |
| مؤشر التنمية البشرية                                      | 0.865                                                                               | 0.624                              |
| رمز المكالمات الدولي                                      | +30                                                                                 | +992                               |
| رمز الإنترنت                                              | .gr                                                                                 | .tj                                |
| المنطقة الزمنية                                           | توقيت شرق أوروبا، ت ع م+02:00، ت ع م+03:00، توقيت شرق أوروبا الصيفي ‏، أوروبا/أثينا ‏ | ت ع م+05:00                        |

## منظمات دولية مشتركة
يشترك البلدان في عضوية مجموعة من المنظمات الدولية، منها:
| علم المنظمة | اسم المنظمة                        | تاريخ انضمام اليونان | تاريخ انضمام طاجيكستان |
| ----------- | ---------------------------------- | -------------------- | ---------------------- |
|             | مؤسسة التنمية الدولية              | 9 يناير 1962         | 4 يونيو 1993           |
|             | منظمة الأمن والتعاون في أوروبا     | 25 يونيو 1973        | 30 يناير 1992          |
|             | مؤسسة التمويل الدولية              | 26 سبتمبر 1957       | 2 ديسمبر 1994          |
|             | منظمة حظر الأسلحة الكيميائية       | ?                    | ?                      |
|             | الأمم المتحدة                      | 25 أكتوبر 1945       | 2 مارس 1992            |
|             | الاتحاد الدولي للاتصالات           | 1866                 | 28 أبريل 1994          |
|             | منظمة الشرطة الجنائية الدولية      | ?                    | ?                      |
|             | البنك الدولي للإنشاء والتعمير      | 27 ديسمبر 1945       | 4 يونيو 1993           |
|             | الاتحاد البريدي العالمي            | ?                    | ?                      |
|             | وكالة ضمان الاستثمار متعدد الأطراف | 30 أغسطس 1993        | 9 ديسمبر 2002          |
|             | يونسكو                             | 4 نوفمبر 1946        | 6 أبريل 1993           |
|             | الفريق المعني برصد الأرض           | ?                    | ?                      |

## وصلات خارجية
- موقع وزارة الخارجية اليونانية